# Tympanocryptis
Tympanocryptis es un género de reptiles escamosos de la familia Agamidae.

## Especies
Se reconocen las siguientes especies:
- Tympanocryptis centralis Sternfeld, 1925
- Tympanocryptis cephalus Günther, 1867
- Tympanocryptis condaminensis Melville, Smith, Hobson, Hunjan & Shoo, 2014
- Tympanocryptis diabolicus Doughty, Kealley, Shoo & Melville, 2015
- Tympanocryptis fortescuensis Doughty, Kealley, Shoo & Melville, 2015
- Tympanocryptis gigas Mitchell, 1948
- Tympanocryptis houstoni Storr, 1982
- Tympanocryptis intima Mitchell, 1948
- Tympanocryptis lineata Peters, 1863
- Tympanocryptis pentalineata Melville, Smith, Hobson, Hunjan & Shoo, 2014
- Tympanocryptis pinguicolla Mitchell, 1948
- Tympanocryptis pseudopsephos Doughty, Kealley, Shoo & Melville, 2015
- Tympanocryptis tetraporophora Lucas & Frost, 1895
- Tympanocryptis uniformis Mitchell, 1948
- Tympanocryptis wilsoni Melville, Smith, Hobson, Hunjan & Shoo, 2014